# Jan Sobotka
 Jan Władysław Sobotka  (ur. 10 października 1949 w Szelkowie, zm. 3 grudnia 2007 w Warszawie) – pułkownik Wojska Polskiego; dowódca 15 Sieradzkiej Brygady Wsparcia Dowodzenia (2004–2007).

## Wykształcenie[2][1]
- 1975 – Wojskowa Akademia Techniczna w Warszawie;
- 1988 – kurs dowódców pułków w Rembertowie;
- 1992 – międzynarodowy kurs prawa wojennego;
- 1993 – Podyplomowe Studium Operacyjno-Strategiczne w Akademii Obrony Narodowej w Warszawie;
- 1997 – międzynarodowy kurs oficerów sztabu w Holandii;
- 1997 – kurs operacji pokojowych ONZ;
- 1998 – studia podyplomowe w Szkole Głównej Handlowej w Warszawie.

## Kariera zawodowa[2][1][4]
- 1970-1975 – Wojskowa Akademia Techniczna – podchorąży;
- 1975-1980 – 61 pułk artylerii – dowódca plutonu stacji w Skwierzynie;
  - Skwierzyńska Brygada Rakietowa Obrony Powietrznej – dowódca plutonu stacji w Skwierzynie;
- 1980-1986 – Skwierzyńska Brygada Rakietowa Obrony Powietrznej – dowódca baterii, dowódca dywizjonu ogniowego w Skwierzynie;

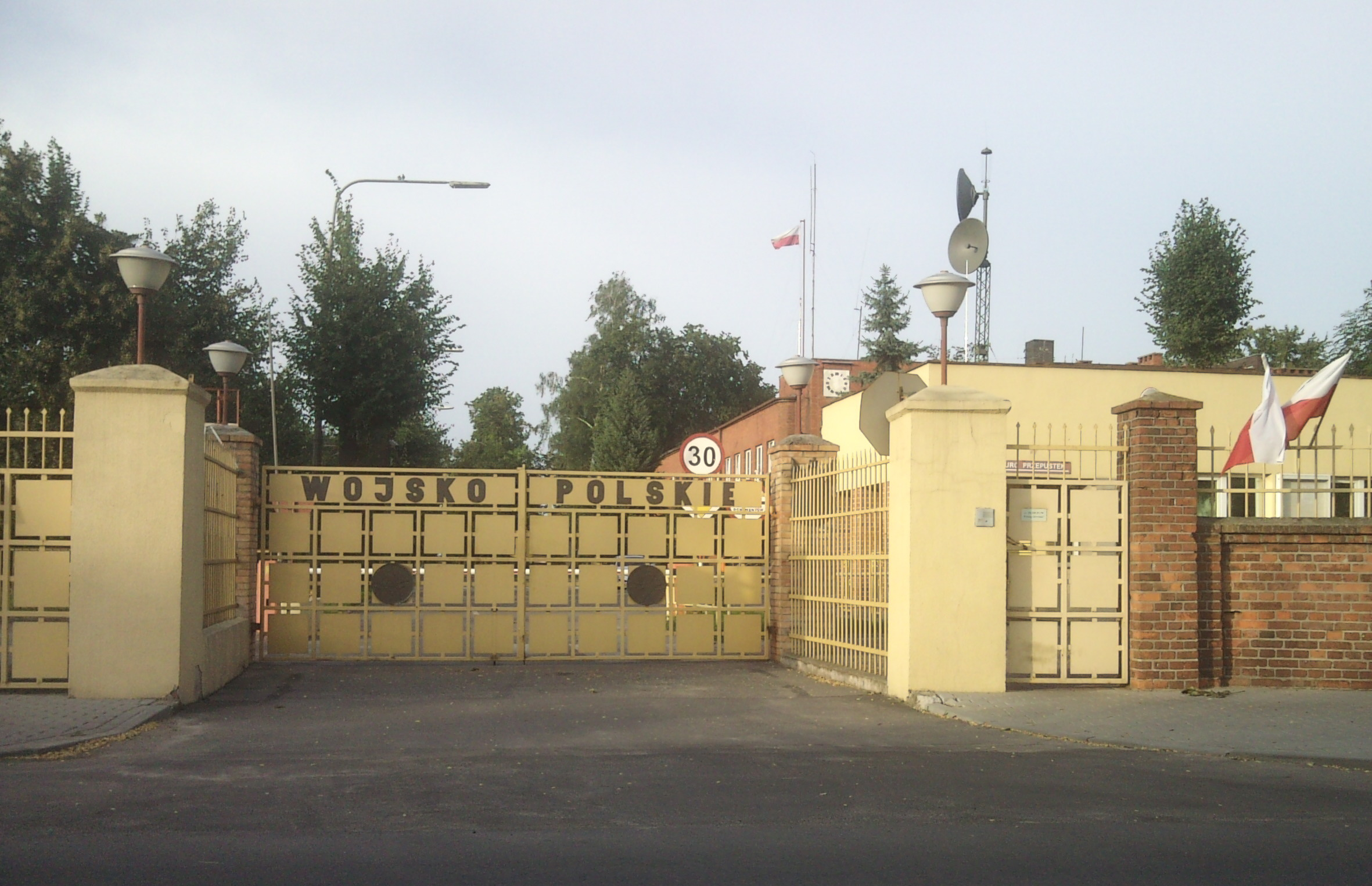
Był dowódcą 15 BWD (2004–2007)

- 1986-1988 – Śląski Okręg Wojskowy – starszy oficer Dowództwa Wojsk OPL OW;
- 1988-1989 – 5 pułk radiotechniczny – zastępca dowódcy pułku ds. liniowych w Zgierzu;
- 1989-1996 – 5 pułk radiotechniczny – dowódca w Zgierzu;
  - 1992-1993 – Akademii Obrony Narodowej – słuchacz;
- 1996-1998 – Biuro Bezpieczeństwa Narodowego – główny specjalista w Warszawie;
- 1998-2000 – Dowództwo Wojsk Lądowych – szef Oddziału Ogólnego w Warszawie;
- 2000-2002 – Dowództwo Wojsk Lądowych – zastępca szefa Zarządu Dowodzenia i Łączność;
- 2002-2004 – Wojewódzki Sztab Wojskowy w Łodzi  – szef WSzW w Łodzi[5];
- 2004-2007 – 15 Brygada Wsparcia Dowodzenia – dowódca w Sieradzu.

## Awanse[2]
- podporucznik – 1974
- porucznik – 1977
- kapitan – 1981
- major – 1986
- podpułkownik – 1990
- pułkownik – 1994

## Ordery, odznaczenia i wyróżnienia[2]
- Krzyż Kawalerski Orderu Odrodzenia Polski
- Złoty Krzyż Zasługi
- Srebrny Krzyż Zasługi
- Złoty Medal Siły Zbrojne w Służbie Ojczyzny
- Złoty Medal za Zasługi dla Obronności Kraju
- Odznaka pamiątkowa Wojewódzkiego Sztabu Wojskowego w Łodzi – 2002 (ex officio)
- Odznaka pamiątkowa 15 Sieradzkiej Brygadzie Wsparcia Dowodzenia – 2004 (ex officio)

i inne